# Fairbanks (Wisconsin)
Fairbanks è un comune degli Stati Uniti, situato in Wisconsin, nella Contea di Shawano.